# Heion Sedai no Idaten-tachi
Heion Sedai no Idaten-tachi (japanisch 平穏世代の韋駄天達) ist eine Manga-Serie von Amahara, die seit 2018 in Japan erscheint. 2021 erschien eine Anime-Adaption von Studio MAPPA.

## Inhalt
Vor 800 Jahren haben die Götter namens Idaten die Dämonen besiegt und versiegelt. In der heutigen Zeiten haben Idaten keinerlei Kampferfahrung und leben in Frieden. Die Dämonen tauchen wieder auf und es beginnt ein Kampf zwischen den Göttern und den Dämonen.

## Veröffentlichung
Der Manga erscheint seit 2018 im Magazin Young Animal beim Verlag Hakusensha. Dieser bringt aktuell die Kapitel auch gesammelt in 5 Bänden heraus.

## Anime
Eine Adaption als Anime entstand beim Studio MAPPA unter der Regie von Seimei Kidokoro. Die künstlerische Leitung lag bei Yoshiaki Dewa, das Drehbuch schrieb Hiroshi Seko und das Charakterdesign entwarf Nao Ootsu. Die 25 Minuten langen Folgen werden seit dem 23. Juli 2021 von Fuji TV in Japan ausgestrahlt. Die Plattform Crunchyroll veröffentlicht die Serie international per Streaming, unter anderem mit deutschen und englischen Untertiteln.

### Synchronisation
| Rolle   | japanischer Sprecher (Seiyū) |
| ------- | ---------------------------- |
| Hayato  | Romi Park                    |
| Heasley | Megumi Ogata                 |
| Paula   | Yui Horie                    |
| Rin     | Akemi Okamura                |
| Prontea | Akira Ishida                 |
| Gil     | Shizuka Ito                  |
| Pisara  | Asami Seto                   |
| Nickel  | Sumire Uesaka                |

### Musik
Hiroshi Seko komponierte den Soundtrack der Serie. Für den Vorspann verwendete man das Lied Seija no Kōshin, gesungen vom Tatsuya Kitani, das Abspannlied ist Raika von Akari Nanawo.